# OURS (アルバム)
『OURS』（アワーズ）は、日本のロックバンド、PERSONZの9枚目のオリジナルアルバムである。

## 参加ミュージシャン
内田光一(Gu)

## 収録曲
1. VENUSの憂鬱
　（作詞：JILL / 作曲：渡邉貢 / 編曲：渡邉貢・藤田勉）
2. Face to Face
　（作詞：JILL / 作曲：渡邉貢 / 編曲：渡邉貢・藤田勉）
3. Experience in my Dream
　（作詞：JILL / 作曲：JILL / 編曲：渡邉貢・藤田勉）
4. Bitter Tears
　（作詞：JILL / 作曲：JILL / 編曲：渡邉貢・藤田勉）
5. Stay as a Friend ～友達のままで～
　（作詞：JILL / 作曲：渡邉貢 / 編曲：渡邉貢・藤田勉）
6. Famous for 15minutes
　（作詞：JILL / 作曲：JILL / 編曲：渡邉貢・藤田勉）
7. ハートに火をつけて
　（作詞：JILL / 作曲：藤田勉 / 編曲：渡邉貢・藤田勉）
8. Ambivalence
　（作詞：JILL / 作曲：渡邉貢 / 編曲：渡邉貢・藤田勉）
9. For Two of Us
　（作詞：JILL / 作曲：藤田勉 / 編曲：渡邉貢・藤田勉）
10. VICTORIOUS
　（作詞：JILL / 作曲：渡邉貢 / 編曲：渡邉貢・藤田勉）
11. 勇気あるメロディー
　（作詞：JILL / 作曲：渡邉貢 / 編曲：渡邉貢・藤田勉）

## 品番
CD: TOCT-8798